# Hitomi no Juunin
«Hitomi no Jūnin» (El residente de ojos) es el 23.er sencillo de Laruku y durante su lanzamiento fue la canción del sitio web Poke-Melo JOYSOUND. Además de la versión instrumental de la canción, se incluyen tres nuevas versiones de su anterior sencillo READY STEADY GO es la que los tres miembros restantes de la banda ponen la voz.
Existe una versión no oficial del videoclip sin cámara lenta y a la inversa.
| #  | Título                              | Compuesta por:              |
| -- | ----------------------------------- | --------------------------- |
| 1. | Hitomi no Juunin                    | hyde (letra) tetsu (música) |
| 2. | Hitomi no Juunin (hydeless version) | tetsu (música)              |
| 3. | READY STEADY GO (ken READY)         | hyde (letra) tetsu (música) |
| 4. | READY STEADY GO (tetsu READY)       | hyde (letra) tetsu (música) |
| 5. | READY STEADY GO (yukihiro READY)    | hyde (letra) tetsu (música) |